# Assunção (Paraíba)
Assunção is een gemeente in de Braziliaanse deelstaat Paraíba. De gemeente telt 3.471 inwoners (schatting 2009).